# Benno Adolph
Benno Adolph (* 17. März 1912 in Winkl; † 20. Dezember 1967 in Iserlohn) war ein deutscher Arzt, der u. a. als Lagerarzt in den Konzentrationslagern Auschwitz, Flossenbürg, Buchenwald, Bergen-Belsen und Neuengamme tätig war.

## SS-Arzt
Adolph war vom 1. April 1933 bis zum 1. August 1938 Mitglied der SA und seit dem 1. April 1935 auch Mitglied der NSDAP (Mitgliedsnummer 4.411.361). 1938 trat er der SS bei (SS-Nummer 340.774). Von 1938 bis 1939 diente er als Arzt in der Sanitätsabteilung der SS-Verfügungstruppe. Im Januar 1940 wurde er Musterungsarzt im SS-Ergänzungsamt.
Am 25. August 1939 wurde er zum Untersturmführer befördert, am 1. September 1940 zum SS-Obersturmführer und am 21. Juni 1942 zum Hauptsturmführer. Vom 27. Mai bis zum 24. Juli 1941 gehörte er einer Division der Waffen-SS an.

## Arzt in Konzentrations- und Vernichtungslagern
Am 20. September 1942 wurde Adolph zum Amt D III des  SS-Wirtschafts- und Verwaltungshauptamtes (WVHA) versetzt und als Lagerarzt zunächst im KZ Gusen und danach im KZ Auschwitz eingesetzt. Hier war er ab März 1943 für kurze Zeit Leitender Lagerarzt des sogenannten „Zigeunerlagers“ Auschwitz. Dass er im April 1943 an Scharlach erkrankte und bis November 1943 dienstunfähig war, gilt als Anlass der Versetzung Josef Mengeles nach Auschwitz, der dort Adolphs Funktion übernahm.
Adolph tat in der Folge in den Konzentrationslagern Flossenbürg, Buchenwald, Neuengamme und Bergen-Belsen Dienst. Am 24. Juni 1944 wurde er in das SS-Hauptamt versetzt und am 1. Januar 1945 der Kommandantur des Oberkommandos der Wehrmacht in der Slowakei zugeteilt.

## Nach dem Ende des Zweiten Weltkriegs
Adolph geriet in sowjetische Kriegsgefangenschaft, wurde aber entlassen, weil ehemalige Häftlinge für ihn ausgesagt hatten. Anschließend wurde er von den Amerikanern interniert, aber wiederum von ehemaligen Häftlingen entlastet. Der deutsche politische Häftling Mathias Mai, der Revierkapo im KZ Neuengamme gewesen war, bezeichnete ihn als „anständigen Kerl“. Der ehemalige Pfleger im Krankenrevier Pierre Schneider erinnerte sich, dass Adolph sie bei seiner Ankunft gefragt habe, wo man helfen könne. Er habe sie überhaupt nicht als Häftlinge angesehen und weitere Häftlingsärzte für das Revier angefordert.
Adolph übersiedelte 1953 zunächst in die DDR und arbeitete ab 1958 an verschiedenen Kliniken in der BRD. Er wurde nicht vor Gericht gestellt.